# Winterbach, Bad Kreuznach
Winterbach là một đô thị thuộc huyện Bad Kreuznach trong bang Rheinland-Pfalz, phía tây nước Đức. Đô thị Winterbach, Bad Kreuznach có diện tích 14,49 km², dân số thời điểm ngày 31 tháng 12 năm 2006 là 491 người.